# Bo Bladholm
Bo Lennarth Bladholm, född 17 juli 1942 i Bromma, är en svensk är en tidigare marinofficer, affärsman och moderat politiker.
Bladholm invaldes som ersättare i Stockholms kommunfullmäktige 1982 och har sedan upprätthållit ett antal betydelsefulla politiska uppdrag i Stockholms stad. Han var vice ordförande i Stockholms kommunfullmäktige 2002–2006, ordförande 2006–2010, samt bland annat ordförande i Stadshistoriska nämnden och Stockholmsmässan. Bladholm har som företagare varit ägare till den anrika restaurangen Aurora i gamla stan, Stockholm. Bladholm fick år 2011 S:t Eriksmedaljen från Stockholms stad. Den 25 oktober 2011 fick Bladholm kommendörskorset av Republiken Polens Förtjänstorden för sina insatser för främjande av svensk-polskt samarbete.